# (44455) Artdula
(44455) Artdula est un astéroïde de la ceinture principale.

## Description
(44455) Artdula est un astéroïde de la ceinture principale. Il fut découvert le 7 novembre 1998 à l'observatoire Goodricke-Pigott par Roy A. Tucker. Il présente une orbite caractérisée par un demi-grand axe de 2,53 UA, une excentricité de 0,18 et une inclinaison de 12,1° par rapport à l'écliptique.

## Compléments